# 306-й истребительный авиационный полк
306-й истребительный авиационный Катовицкий ордена Богдана Хмельницкого полк (306-й иап) — воинская часть Военно-воздушных сил (ВВС) Вооружённых Сил РККА, принимавшая участие в боевых действиях Великой Отечественной войны.

## Наименования полка
За весь период своего существования полк несколько раз менял своё наименование:
- 306-й истребительный авиационный полк;
- 306-й истребительный авиационный Катовицкий полк;
- 306-й истребительный авиационный Катовицкий ордена Богдана Хмельницкого полк;
- Войсковая часть (Полевая почта) 74535.

## Создание полка
306-й истребительный авиационный полк формировался в период с февраля по март 1941 года в составе ВВС 2-й Краснознамённой армии с дислокацией на станции Завитая Амурской железной дороги на основании Приказа Командующего 2-й КА
| И-15 бис | И-153 | И-16 |

## Расформирование полка

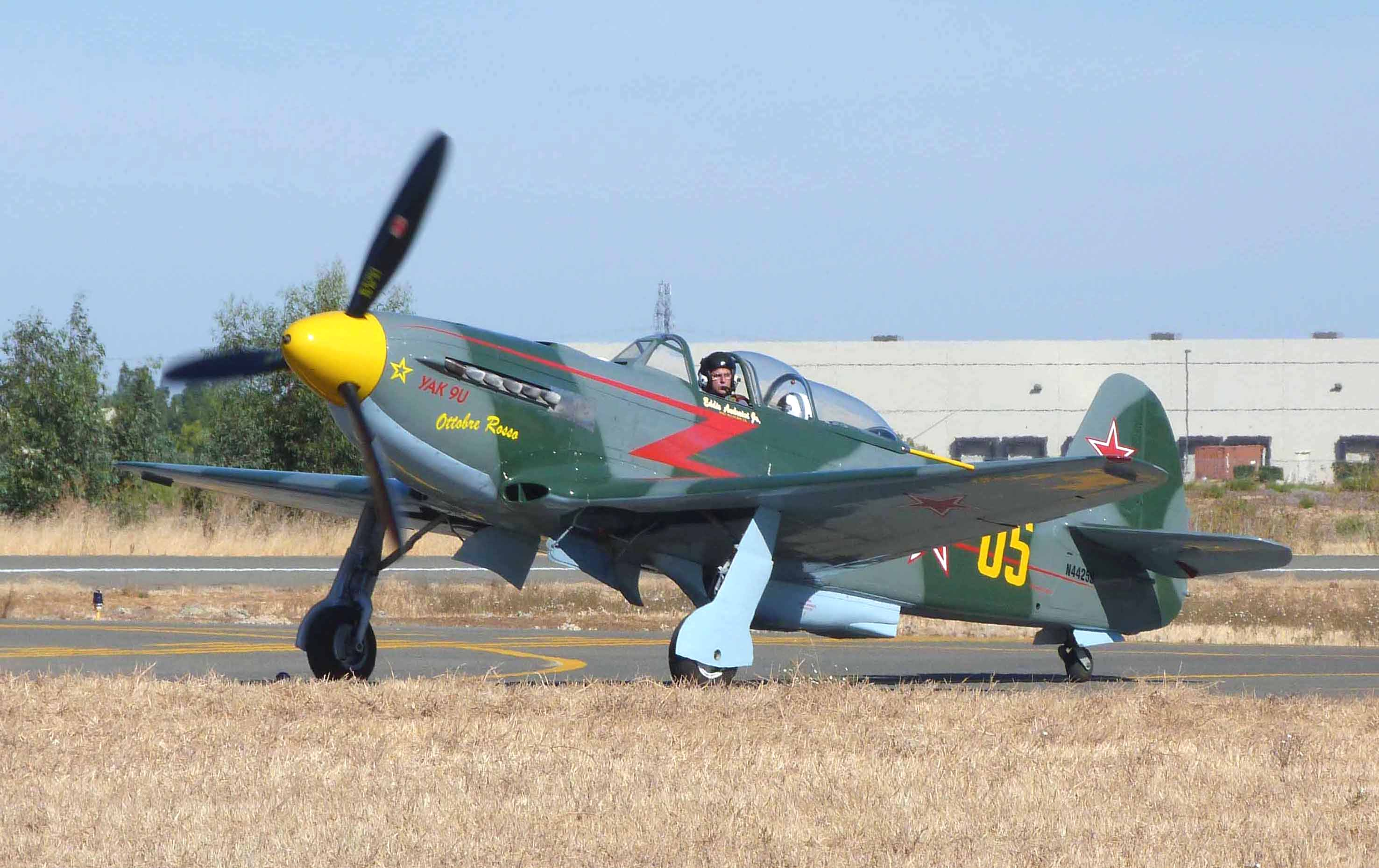
Як-9У

306-й истребительный авиационный Катовицкий ордена Богдана Хмельницкого полк в период с 8 марта по 1 апреля 1947 года был расформирован на аэродроме Кача в составе 181-й иад ВВС Таврического военного округа Личный состав направлен в 53-й, 355-й и 728-й иап 181-й иад.

## В действующей армии
В составе действующей армии:
- с 14 ноября 1944 года по 11 мая 1945 года

## Командиры полка
- майор Червяков Ефим Степанович, 02.1941 - 12.1941 (назначен командиром 96 сад)
- майор Симонов Василий Семёнович[4], 12.1941 — 29.09.1942
- капитан, майор Оноприенко Виктор Федотович[4], 29.11.1942 — 31.12.1945

## В составе соединений и объединений
| Период        | Фронт (округ)                        | армия                     | корпус                           | дивизия                                  | примечание |
| ------------- | ------------------------------------ | ------------------------- | -------------------------------- | ---------------------------------------- | --- |
| 01.02.1941 г. | Дальневосточный фронт                | 2-я Краснознамённая армия | ВВС 2-й Краснознамённой армии    |                                          | ст. Завитая, И-16, И-15бис |
| 01.09.1941 г. | Дальневосточный фронт                | 2-я Краснознамённая армия | ВВС 2-й Краснознамённой армии    | 95-я смешанная авиационная дивизия       | И-16, И-15бис |
| 01.01.1942 г. | Дальневосточный фронт                | 2-я Краснознамённая армия | ВВС 2-й Краснознамённой армии    | 96-я смешанная авиационная дивизия       | И-16, И-15бис |
| 15.08.1942 г. | Дальневосточный фронт                | 11-я воздушная армия      |                                  | 96-я смешанная авиационная дивизия       | И-16, И-15бис |
| 29.09.1942 г. | Дальневосточный фронт                | 11-я воздушная армия      |                                  | 96-я смешанная авиационная дивизия       | подготовленный летный состав во главе с командиром полка майором Симоновым отправлен в 16-й зиап Приволжского военного округа; в последующем — в действующую армию в состав 291-го иап |
| 01.11.1942 г. | Дальневосточный фронт                | 11-я воздушная армия      |                                  | 96-я смешанная авиационная дивизия       | начал укомплектование новым лётным составом |
| 08.07.1944 г. | Орловский военный округ              | ВВС округа                |                                  | 181-я истребительная авиационная дивизия | передан из ДВФ в состав формируемой 181-й иад |
| 15.08.1944 г. | Орловский военный округ              | ВВС округа                |                                  | 181-я истребительная авиационная дивизия | приступил к подготовке для отправки в действующую армию и переформированию по штату 015/364                                                                                            |
| 27.08.1944 г. | Орловский военный округ              | ВВС округа                |                                  | 181-я истребительная авиационная дивизия | получил Як-9 |
| 06.09.1944 г. | Резерв Верховного Главнокомандования | 6-я воздушная армия       | 3-й штурмовой авиационный корпус | 181-я истребительная авиационная дивизия | Як-9 |
| 30.10.1944 г. | Резерв Верховного Главнокомандования |                           | 3-й штурмовой авиационный корпус | 181-я истребительная авиационная дивизия | Як-9 |
| 14.11.1944 г. | 1-й Украинский фронт                 | 2-я воздушная армия       | 3-й штурмовой авиационный корпус | 181-я истребительная авиационная дивизия | Як-9 |
| 11.05.1945 г. | 1-й Украинский фронт                 | 2-я воздушная армия       | 3-й штурмовой авиационный корпус | 181-я истребительная авиационная дивизия | Як-9 |
| 10.06.1945 г. | Центральная группа войск             | 2-я воздушная армия       | 3-й штурмовой авиационный корпус | 181-я истребительная авиационная дивизия | Як-9 |
| 10.06.1945 г. | Центральная группа войск             | 2-я воздушная армия       | 3-й штурмовой авиационный корпус | 181-я истребительная авиационная дивизия | Як-9 |
| 09.11.1945 г. | Центральная группа войск             | 2-я воздушная армия       | 3-й штурмовой авиационный корпус | 181-я истребительная авиационная дивизия | вместе с 181-й иад ж/д транспортом перебазировался в Таврический военный округ (Крым)                                                                                                  |
| 10.12.1945 г. | Таврический военный округ            | ВВС округа                |                                  | 181-я истребительная авиационная дивизия | |
| 01.04.1947 г. | Таврический военный округ            | ВВС округа                |                                  | 181-я истребительная авиационная дивизия | расформирован |

## Участие в операциях и битвах
- Сандомирско-Силезская операция с 12 января 1945 года по 3 февраля 1945 года.
- Нижне-Силезская наступательная операция с 8 февраля 1945 года по 24 февраля 1945 года.
- Верхне-Силезская наступательная операция с 15 марта 1945 года по 31 марта 1945 года.
- Берлинская наступательная операция с 16 апреля 1945 года по 8 мая 1945 года.
- Пражская операция с 6 мая 1945 года по 11 мая 1945 года.

## Первая победа полка в воздушном бою
Первая известная воздушная победа полка в Отечественной войне одержана 16 января 1945 года: лейтенант Хоренко К. Ф. на самолёте Як-9 в воздушном бою в районе юго-западнее г. Мехув сбил немецкий истребитель Ме-109.

## Почётные наименования
306-му истребительному авиационному полку за отличие в боях за очищение от противника Домбровского угольного района и южной части промышленного района немецкой Верхней Силезии 5 апреля 1945 года присвоено почётное наименование «Катовицкий»

## Награды
306-й истребительный авиационный Катовицкий полк Указом Президиума Верховного Совета СССР от 26 апреля 1945 года за образцовое выполнение заданий командования в боях при прорыве обороны немцев и разгроме войск противника юго-западнее Оппельн и проявленные при этом доблесть и мужество награждён орденом «Богдана Хмельницкого II степени».

## Благодарности Верховного Главнокомандующего
Верховным Главнокомандующим лётчикам полка объявлены благодарности:
- за овладение городами Ченстохова, Пшедбуж и Радомско[8]
- за прорыв обороны немцев и разгром войск противника юго-западнее Оппельна[9]

## Лётчики-асы полка
| Фамилия, имя отчество        | Награды | Сбито самолётов | Примечание                                                         |
| ---------------------------- | ------- | --------------- | ------------------------------------------------------------------ |
| Горемыкин Полион Иванович    |         | 8               | Боевых вылетов: 68.                                                |
| Жуков Владимир Иванович      |         | 6               | Боевых вылетов: 132; воздушных боев: 23.                           |
| Мотофонов Иван Андреевич     |         | 7               | Боевых вылетов: 69.                                                |
| Петраков Василий Фомич       |         | 5 (1)           | Боевых вылетов: 126; воздушных боев: 9.                            |
| Хоренко Константин Фёдорович |         | 7 (1)           | Боевых вылетов: 123. Погиб 25 апреля 1945 г. Сбит в воздушном бою. |

## Итоги боевой деятельности полка
Всего за годы Великой Отечественной войны полком:
| Выполнено боевых вылетов | Сбито самолётов в воздухе | Уничтожено самолётов всего |
| ------------------------ | ------------------------- | -------------------------- |
| 3123                     | 88                        | 123                        |

Свои потери:
| Потеряно самолётов, всего | Погибло лётчиков всего |
| ------------------------- | ---------------------- |
| 29                        | 17                     |

## Самолёты на вооружении
| Период      | Самолёты |
| ----------- | -------- |
| 1941 — 1944 | И-15бис  |
| 1941 — 1944 | И-16     |
| 1941 — 1944 | И-153    |
| 1944 — 1947 | Як-9     |

## Базирование
| Период                  | Аэродром               |
| ----------------------- | ---------------------- |
| 05.1945 — 27.07.1945    | Болеславец, Германия   |
| 27.07.1945 — 09.11.1945 | Будапешт, Венгрия      |
| 11.1945 — 04.1947       | Кача, Крымская область |